# Gozón
Gozón es un concejo de la comunidad autónoma del Principado de Asturias, España. Limita al norte con el mar Cantábrico, al sur con Corvera, al oeste con Avilés y al este con Carreño. Su capital es la villa de Luanco. En su término municipal se encuentra el cabo de Peñas, extremo septentrional de Asturias. Cuenta con una población de 10 440 habitantes (INE 2017).

## Toponimia
En virtud del decreto 72/2005 de 7 de julio de 2005, publicado en el BOPA del 26 del mismo mes, fueron aprobados los nuevos topónimos del concejo de Gozón, pasando a ser oficiales en todos los casos las denominaciones en asturiano, salvo en el caso de la capital Lluanco/Luanco, en que se optó por mantener una denominación bilingüe. Las denominaciones ahora oficializadas son las únicas que podrán aparecer en la señalización viaria y en los mapas oficiales.

## Geografía

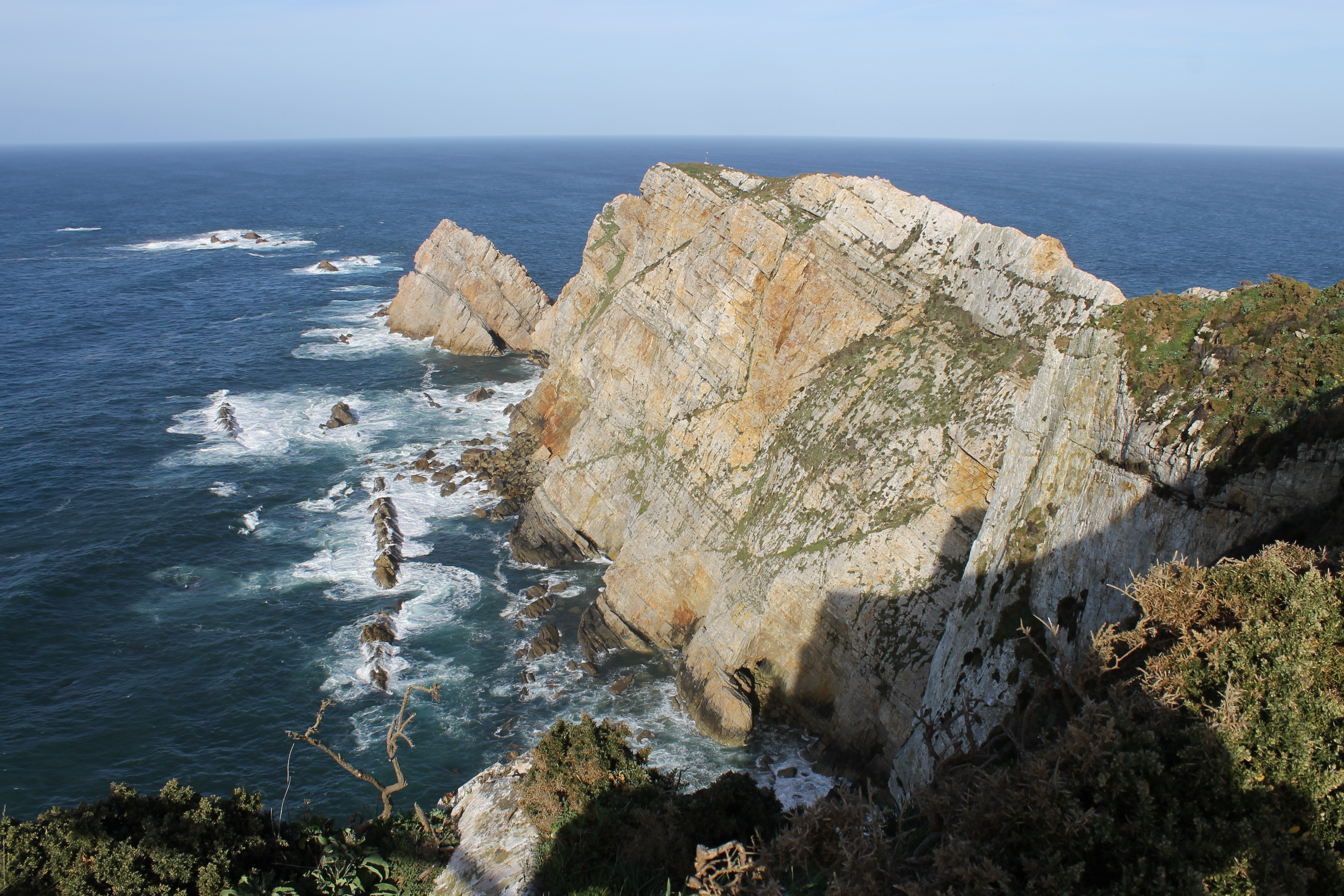
Vista desde el Cabo Peñas

Su relieve es suave y con pocos desniveles, su paisaje costero está marcado por impresionantes acantilados. Su red fluvial está compuesta por pequeños arroyos entre los que sobresale el río la Falcona. En sus especies forestales predomina el eucalipto, y también podemos observar otras especies como el roble, el castaño y el fresno. Parte de su litoral está integrado en el Paisaje Protegido del Cabo Peñas. También cuenta con un monumento natural, la Charca de Zeluán, que cuenta con una gran presencia de aves migratorias.
Al noreste de Gozón, en la zona de Viodo, se encuentra los restos de una antigua caldera volcánica, que en la actualidad se encuentra media enterrada bajo el mar. Esto da lugar a la abundancia de rocas volcánicas en esta zona.

## Historia

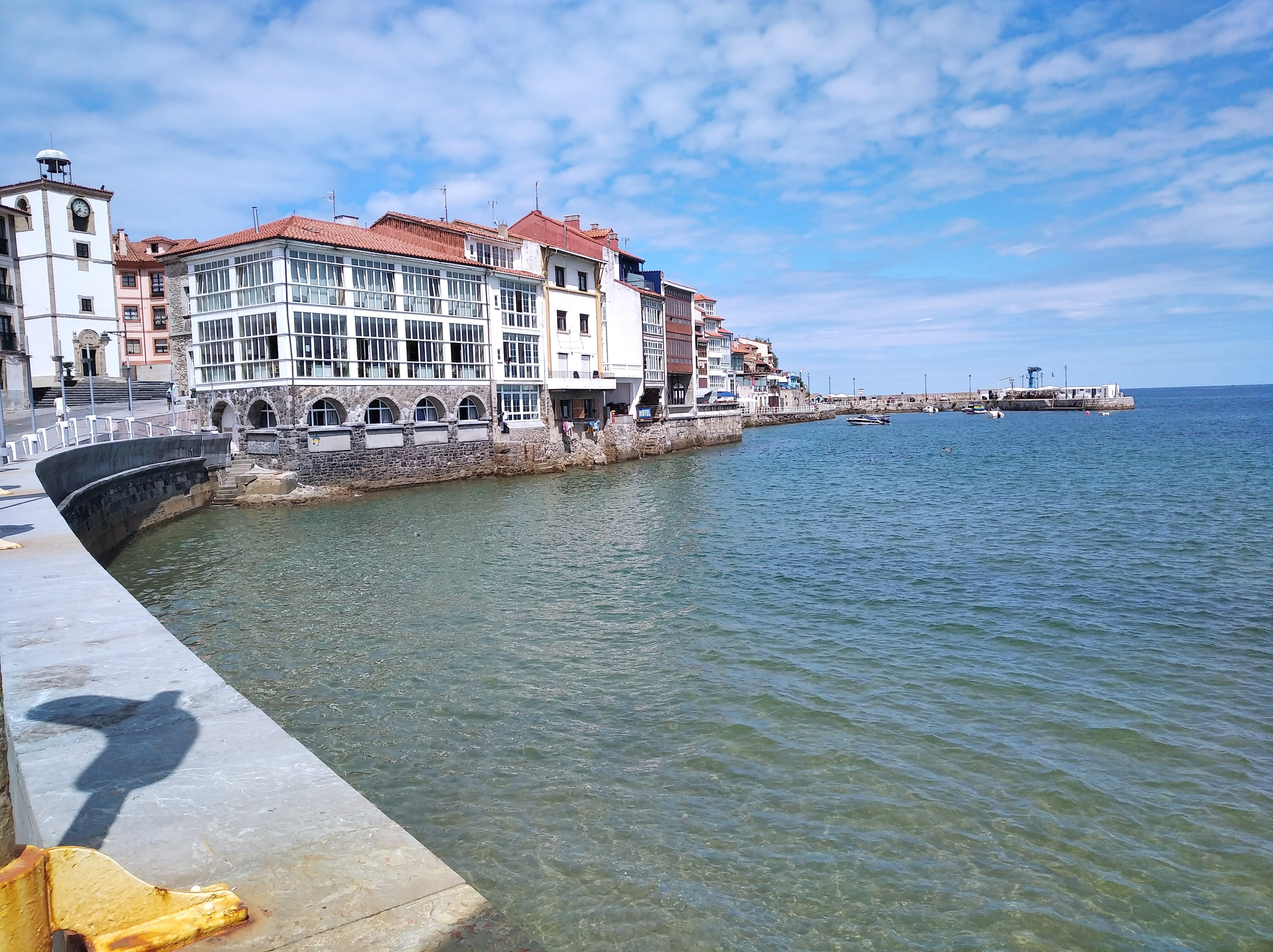
Villa de Luanco

### De la Prehistoria a la Edad Media
Los restos más antiguos que se encontraron en este concejo son de la época del Paleolítico Inferior, localizados en 12 localizaciones del concejo entre las que destaca Bañugues con numerosos restos de industria lítica del paleolítico. Las protegidas ensenadas de la rasa costera proporcionaban buenas condiciones de habitabilidad, cerca de los recursos marinos y con suministro de agua abundante de los numerosos regatos que desembocan en el mar. En cualquier caso se trataría de pequeños grupos que no superarían la veintena de individuos, resguardados en cabañas de madera y con una alta movilidad vinculada a la caza. También hay restos del Asturiense, en la transición entre Paleolítico y Neolítico, representados por varios picos, el elemento más representativo de esa cultura. Del neolítico se conservan restos tumulares en cinco localizaciones. Ya próximos al período histórico, existen en el concejo cuatro castros astures, aunque todavía sin excavar: el Cantu la Figal (San Juan de Nieva, Laviana), los Garabateles (Verdicio), El Castiello (Molín del Puerto, Podes) y El Cuerno (Ferrero, Viodo). 
Antes del fin de las guerras cántabras (año 19 a. C.), se sabe que las comunidades costeras mantenían contactos con navíos provenientes de la Bética o Lusitania romanizadas. La arribada de Roma conllevará una adaptación del viejo mundo astur a las nuevas costumbres, cristalizando en torno al siglo II en una sociedad romanizada con un fuerte componente autóctono. Empiezan a surgir los primeros núcleos campesinos extramuros de los castros (que no obstante en algunos casos llegan en su ocupación a la Alta Edad Media), las primeras aldeas (vici) y las primeras granjas, antecedentes directos de las tradicionales quintanas asturianas. Vuelve a ser Bañugues el emplazamiento con restos más importantes, con fragmentos de cerámica, muros y cimentaciones, estucos, molinos manuales, tejas e incluso restos óseos. En la zona se encontró una moneda de Constantino (306-366). En San Jorge de Heres se había encontrado una lápida romana en el siglo XVIII, hoy tristemente desaparecida. En otros puntos del concejo se documentan hallazgos de menor importancia. De la tardoantigüedad sólo está documentado el hallazgo de una moneda supuestamente sueva en San Juan de Nieva, que atestiguaría la importancia de la ría de Avilés en tan temprana época.
Las primeras documentaciones sobre estas tierras aparecen en la época altomedieval. En aquel tiempo las tierras de Gozón, estaban integradas en un amplio territorio que comprendía los concejos actuales de Carreño, Corvera de Asturias, Castrillón, Illas y Avilés. El centro de poder de estas vastas extensiones estaría en el castillo de Gauzón, situado en Raíces, Castrillón. Este castillo fue construido por Alfonso III, y según la tradición en él se labró la Cruz de la Victoria con oro y piedras preciosas. Durante la Alta Edad Media la fortaleza cumplió una triple misión. Por un lado, la militar frente a las incursiones vikingas y musulmanas. También abarcaba una función socioeconómica, como centro del control señorial de los campesinos que poblaban los valles circundantes y del tráfico marítimo de la villa avilesina. Por último, estaba el control administrativo que Gauzón ejercía en todo el alfoz. Tras las revueltas nobiliarias del siglo XIII, los sucesivos monarcas arrancarán la fortaleza del control condal y se apoyarán en la nobleza local para controlar el territorio, signo de una progresiva feudalización.Con el tiempo, las funciones rectoras de este castillo pasarán a la villa de Avilés. Junto al castillo de Gauzón existían numerosas fortalezas de menor entidad, de las cuales quedan muy pocos restos aparte de la toponimia (El Castiello en Ferrera (Manzaneda) y Laviana). En el siglo XI, reinando Alfonso V, se tienen noticias de un natural de Gozón, Félix de Agelaci, que forzado al destierro (posiblemente tras una rebelión nobiliaria) vive con los vikingos. A su regreso, obtiene el perdón y se asiente en Eiras, identificado con San Jorge de Heres. De hecho, cerca existe el topónimo Gelad o Xelaz, muy parecido a Agelaci.
En los siglos IX al XI, Gozón era tierra de realengo, con extensiones de explotaciones pesqueras, de sal y agropecuarias. Las sucesivas donaciones de las monarquías asturianas, acabaron por convertir a la Catedral de Oviedo y a los conventos de Santa María de la Vega y San Pelayo y San Vicente de Oviedo, en grandes propietarios, con extensiones y con derecho sobre la pesca y él tráfico portuario y sobre las mismas personas que habitaban las tierras. Esta situación se mantendrá hasta la desamortización que tendrá lugar durante todo el siglo XIX. Las parroquias ven documentada su historia en donaciones a la iglesia. Por ejemplo, Bionio (Vioño) aparece por primera vez citada en el año 905 como Santi Stefani de Binio en el testamento de Alfonso III a la iglesia de Oviedo. De la época medieval se han perdido restos como una cruz procesional de Manzaneda y una ventana prerrománica de Bañugues.
En el siglo XIII, es concedida la carta puebla a la villa de Gozón por Alfonso X el Sabio,
reconociendo el derecho de existencia a una comunidad que ya tenía vida reconocida documentalmente desde 1058 al menos, habiéndose creado ya un núcleo urbano debido a la caza de ballenas. En esta época no se tiene constancia de que la pola de Gozón estuviera amurallada, si bien existían torres señoriales de los principales linajes, como los Pola. Las casas de estos primeros pescadores de Luanco se distribuían a lo largo de dos calles principales cortadas en ángulo recto. La población estimada en esa época sería de unos 600-700 habitantes. El resto del concejo tenía una activad agraria. El Camino de Santiago de la Costa pasaba de largo por el concejo en el tramo Gijón-Avilés, pero varios ramales secundarios recorrían las distintas parroquias, existiendo un hospital de peregrinos en Condres (Bocines).
Es en el siglo XIV, cuando el rey Fernando IV, pone a Gozón bajo la dependencia jurídica de Avilés, que había tomado el relevo del alfoz de Gauzón. Gozón no recuperaría su independencia concejil hasta 1605. Sin embargo, ya antes Gozón figura con representación independiente en la Junta General del Principado. La caza de ballenas, que tanta riqueza había dado anteriormente a estas tierras, se extinguirá en el siglo XVII, desarrollándose entonces una importante actividad pesquera que traerá asociada una floreciente industria conservera. Se cree que la primera capital del concejo recién emancipada habría sido Susacasa, en Santa Eulalia de Nembro.

### Edad Moderna en adelante

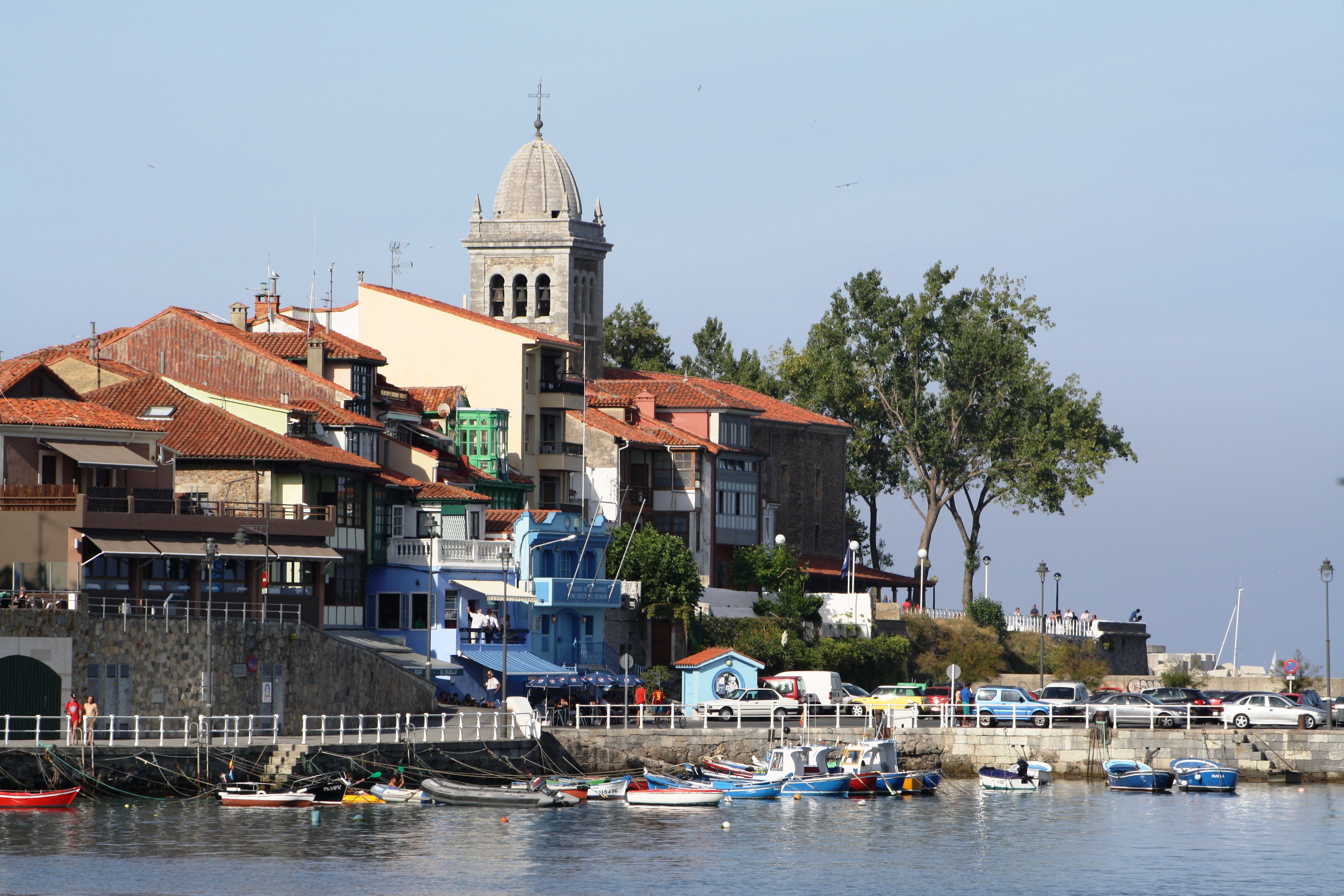
Muelle de Luanco

Durante los siglos XVII y XVIII, tiene una gran fuerza el sector pesquero, haciendo que su puerto también se desarrolle a otros niveles manteniendo por ejemplo una relación con otros puertos del Mar Cantábrico y que también tenían una relación de comercio con la meseta castellana. Es tan importante el poder del gremio de pescadores que serán los promotores de las principales obras del municipio, como el muelle o la iglesia parroquial. El mar también regía los destinos de los numerosos gozoniegos enrolados como marineros en la Armada en las frecuentes guerras del Imperio español. La historia de esos siglos está llena de relatos de naufragios, rescates y ataques corsarios de los ingleses, que obligan a construir varias baterías, como la de Llumeres y la que estaba situada en Peroño, que sobrevive en el topónimo de El Fuerte. Esta batería era una de las más importantes del Cantábrico. En la villa de Luanco se produce un cierto despegue de la actividad artesanal y comercial, frenado con la invasión francesa.
En la zona interior del concejo, la vida había cambiado muy poco con respecto a la Edad Media. Tras la llegada del maíz a Asturias en el siglo XVII se produce un gran crecimiento población y la proliferación de hórreos y paneras. Gozón es uno de los primeros concejos de Asturias en este patrimonio, con hórreos como el de Llabaxo Baxo, Manzaneda, que sigue en pie desde el siglo XVI. El estilo de los hórreos se enmarca en el tipo Carreño, el común en la comarca.
En 1787, el censo de Floridablanca reconoce para el concejo 6400 vecinos. Grandes familias nobiliarias, como los Pola y los Peñalba, monopolizan los cargos del concejo y rigen los destinos, sin cambios apenas con el transcurrir de los siglos. Los palacios de estas familias y sus parientes jalonan Luanco por aquella época. Según actas municipales de 1759, a mediados del siglo XVIII se construyó la Torre del Reloj, obra del famoso arquitecto asturiano Manuel Reguera (1731-1798).

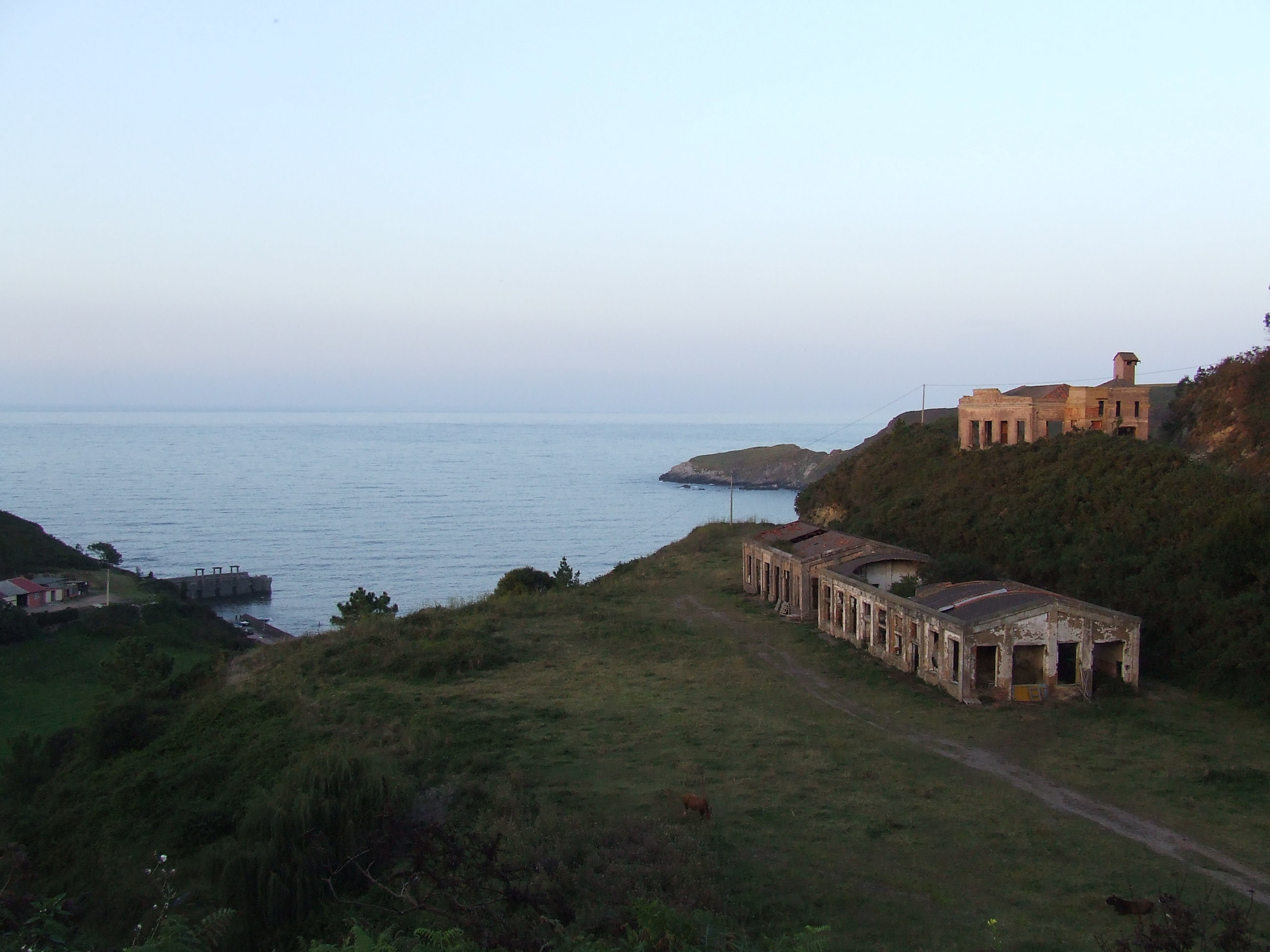
Antigua mina de Llumeres

Durante la guerra de la Independencia, Gozón aportó tropas al Regimiento de Candás y Luanco. Los gastos económicos y las desgracias personales dejaron al concejo en un estado de postración durante bastantes años. Tras unas décadas de estancamiento, se entra en un período de modernización: el vapor sustituye a la vela, la artesanía conservera se torna en industria con firmas que llegaron a suministrar a la propia casa Real, y el retorno de capitales de los indianos se hace notar en la arquitectura de Luanco. El avance podría haber sido mayor si en 1854 no se hubiera decidido por Real Orden invertir en el nuevo puerto del Musel en detrimento de Luanco y Avilés. En campo seguía aferrado a los viejos usos y costumbres, si bien iban apareciendo ya cultivos industriales como la remolacha. La minería toma fuerza con la explotación de mineral de hierro de la mina de Llumeres, en Bañugues, propiedad de Duro Felguera. El material se trasladaba hasta la Fábrica de La Felguera. En esta época a comienzos del siglo XX se construyen las nuevas carreteras a Avilés y Candás; sin embargo, el ferrocarril nunca llega a Gozón. El turismo aparece en esta época, con instalaciones como balneario El Rosario. Esta época de prosperidad hizo que se fuera expandiendo el núcleo urbano de Luanco más allá del eje longitudinal que acababa en la iglesia.
La guerra civil no pasó de largo: muchos exiliados republicanos primero y maquis después salieron de España desde el puerto de Luanco. Desde finales de los años 50 hubo grandes cambios económicos y sociales, así aparecen las factorías de Ensidesa y Endasa (ubicadas en la capital comarcal Avilés) que atraerán gran cantidad de mano de obra que vendría del sector pesquero y conservero que en este siglo ya estaría afectado por la crisis. Este aumento de los complejos industriales provoca un aumento de la demanda de productos lácteos y cárnicos, que traerá el abandono de su agricultura por la crianza ganadera. En las últimas décadas del siglo XX, la crisis golpea este concejo, paliada un poco por el empuje de un nuevo sector en franco desarrollo que es el turismo de masas, que recibe este concejo. Asimismo, la recuperación de la comarca avilesina y de la margen derecha de la ría augura un futuro más prometedor a la industria. El puerto a su vez va a ser sometido a obras de remodelación, con lo que el creciente sector de navegación de recreo tomará un auge aun mayor.

## Demografía
Gozón cuenta con una población de 10 405 habitantes (INE 2024).
| Gráfica de evolución demográfica de Gozón entre 1842 y 2021                                                         |
| |
| Población de derecho según los censos de población del INE Población de hecho según los censos de población del INE |

Con una población de 10 440 habitantes (2017), tuvo una estructura rural tradicional hasta 1950, a partir de esta fecha empieza a tener un cambio muy grande en parte debido al desarrollo del complejo portuario de la ría de Avilés, ya que parte de sus instalaciones se extienden por los terrenos del concejo.
Su población fue aumentando a partir de 1950 teniendo diferentes etapas, así en la década de los 60 aumenta su población en 2500 personas y en la siguiente en 300 más, llegando en 1970 a su cuota máxima de habitantes con 12.714 habitantes. A partir de esa fecha se ve afectado por la crisis industrial de Avilés que le hace descender su población hasta el censo actual.
Toda esta evolución estuvo marcada en su emigración. Por este motivo, si en la segunda mitad del siglo XIX y principios del XX, esta emigración se dirigió hacia América, en los años sesenta esta tendencia cambió, siendo ella la receptora de una emigración tanto de su provincia, como de diferentes regiones del centro y sur de España, que llegaban atraídos por el desarrollo industrial de Avilés.
Hoy en día su pirámide demográfica está un poco más envejecida que la media Asturiana, así casi el 23% de la población es menor de 20 años y el 24,5%, mayores de 60.

## Economía
La economía de este concejo estaba, antiguamente, basada en la pesca, aunque hoy sólo se dedica a ella una pequeña parte de la población. Actualmente su economía se basa en el sector secundario, debido a las zonas industriales de Gijón y Avilés, y en el sector terciario dedicado al comercio y al transporte y sobre todo, en estos últimos tiempos, por el turismo, que hace que este sector sea el que mayor número de empleos genere en la actualidad. Los otros sectores tradicionales en las parroquias del interior, la agricultura y la ganadería están en franca decadencia en número de explotaciones, aunque la cabaña haya aumentado en número, siendo una de las más importantes de Asturias, y que ha experimentado una fuerte reconversión y modernización desde la entrada de España en la CEE. También existen varias criaderos de caballos, hecho casi insólito en Asturias.

## Comunicaciones
Las comunicaciones principales son a través de la AS-238 Avilés-Luanco, que se usaría también para ir al aeropuerto de Asturias, situado en Santiago del Monte, Castrillón, a unos 25 km de Luanco. La AS-329, que comunica Luanco con Candás sirve también para desplazamientos a Gijón y a Oviedo vía Tabaza. La AS-328, que comunica Avilés con el cabo de Peñas sirve a las parroquias occidentales. Existe una red muy tupida de carreras locales, señalizadas como GO-. En Gozón no hay ferrocarril, siendo el más cercano el conocido como Carreño, integrado en la línea de Feve Ferrol - Gijón.

## Administración y política

### Gobierno municipal
En el concejo de Gozón, desde 1979, el partido que más tiempo ha gobernado ha sido el PSOE. El actual alcalde es el Socialista Jorge Suárez.
| Periodo   | Nombre                            | Partido | Partido                                    |
| --------- | --------------------------------- | ------- | ------------------------------------------ |
| 1979-1983 | Ramón Vega Gutiérrez              |         | Unión de Centro Democrático (UCD)          |
| 1983-1991 | Ignacio Artime Morán              |         | Federación Socialista Asturiana (FSA-PSOE) |
| 1991-1995 | Emilio Salustiano Santos Fuertes  |         | Federación Socialista Asturiana (FSA-PSOE) |
| 1995-1999 | Antonio Francisco Roces Suárez    |         | Partido Popular (PP)                       |
| 1999-2003 | Emilio Salustiano Santos Fuertes  |         | Federación Socialista Asturiana (FSA-PSOE) |
| 2003-2012 | Salvador Marcelino Fernández Vega |         | Partido Popular (PP)                       |
| 2012-2015 | Ramón Manuel Artime Fernández     |         | Partido Popular (PP)                       |
| 2015-act. | Jorge Suárez García               |         | Federación Socialista Asturiana (FSA-PSOE) |

| Partido político    | Partido político                                                                                | 1979   | 1983   | 1987   | 1991   | 1995   | 1999   | 2003   | 2007   | 2011   | 2015   | 2019   | 2023   |
| Partido político    | Partido político                                                                                | Ediles | Ediles | Ediles | Ediles | Ediles | Ediles | Ediles | Ediles | Ediles | Ediles | Ediles | Ediles |
|                     | Federación Socialista Asturiana (FSA-PSOE)                                                      | 3      | 10     | 6      | 5      | 7      | 8      | 5      | 4      | 5      | 6      | 10     | 7      |
|                     | Alianza Popular (AP)-Partido Popular (PP)                                                       | 1      | 5      | 5      | 6      | 7      | 7      | 6      | 9      | 7      | 6      | 3      | 7      |
|                     | Partido Comunista de España (PCE)-Izquierda Unida (IU)-Bloque por Asturies (BA)-Los Verdes (LV) | 5      | 1      | 3      | 4      | 3      | 2      | 2      | 3      | 3      | 5      | 3      | 3      |
|                     | Foro Asturias (FAC)                                                                             | —      | —      | —      | —      | —      | —      | —      | —      | 2      | —      | —      | —      |
|                     | Unión de Centro Democrático (UCD)-Centro Democrático y Social (CDS)                             | 8      | 1      | 3      | 2      | —      | —      | —      | —      | —      | —      | —      | —      |
|                     | Vox                                                                                             | —      | —      | —      | —      | —      | —      | —      | —      | —      | —      | 1      | 0      |
|                     | Agrupación Independiente de Gozon (AIGO)                                                        | —      | —      | —      | —      | —      | —      | —      | 4      | 1      | —      | —      | —      |
| Total de concejales | Total de concejales                                                                             | 17     | 17     | 17     | 17     | 17     | 17     | 17     | 17     | 17     | 17     | 17     | 17     |

### Parroquias

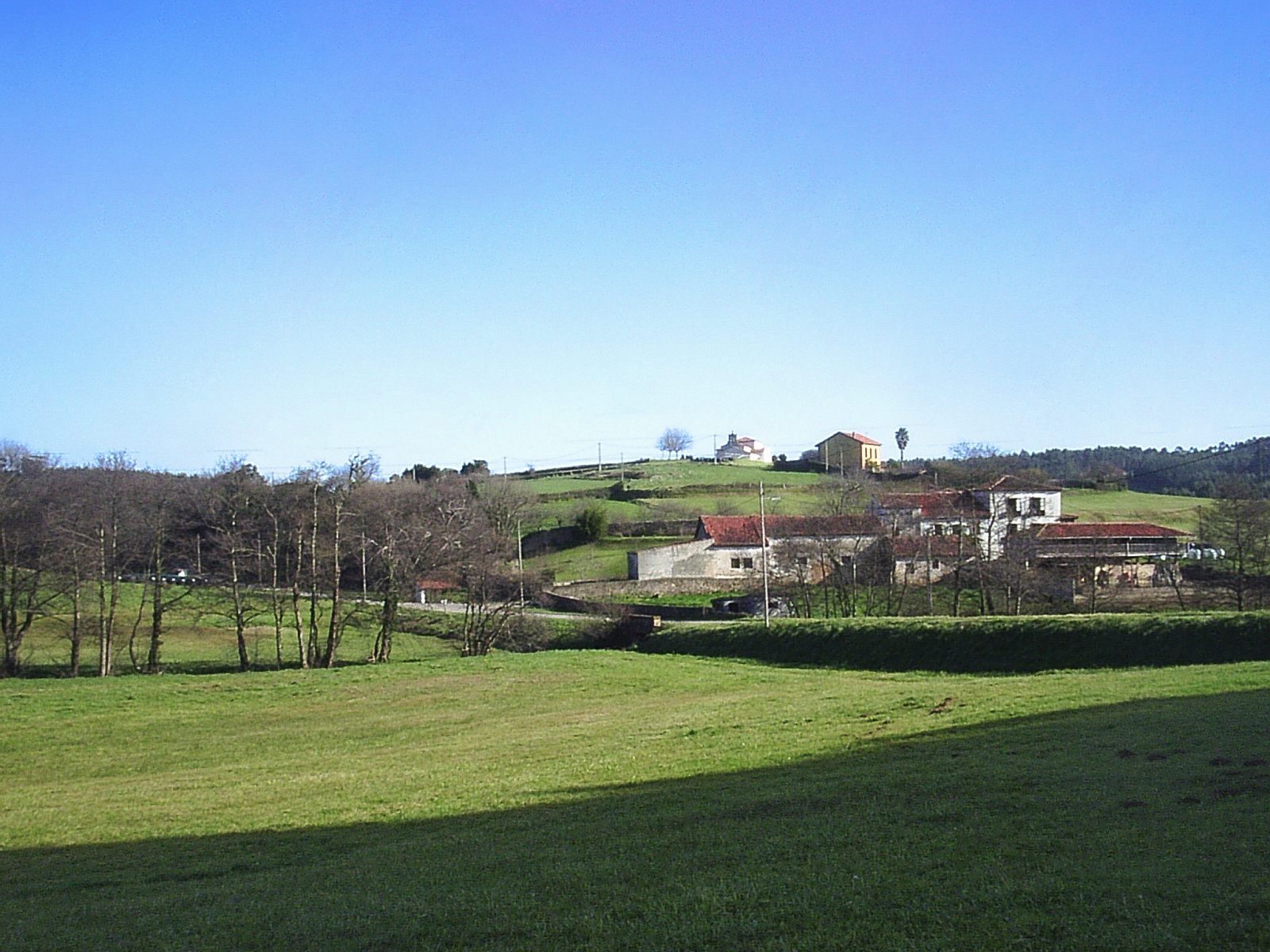
Vista de Vioño

Luanco aparte, Gozón tiene dos partes claramente diferenciadas: la costa, con playas muy concurridas y acantilados espectaculares como los del Cabo de Peñas, y las parroquias del interior, situadas en valles fértiles de terreno siempre verde y caserío disperso, dedicadas a la ganadería. Las trece parroquias que componen el concejo son:
- Ambiedes
- Bañugues
- Bocines
- Cardo
- Heres
- Laviana
- Luanco
- Manzaneda
- Nembro
- Podes
- Verdicio
- Viodo
- Vioño

## Cultura

### Patrimonio

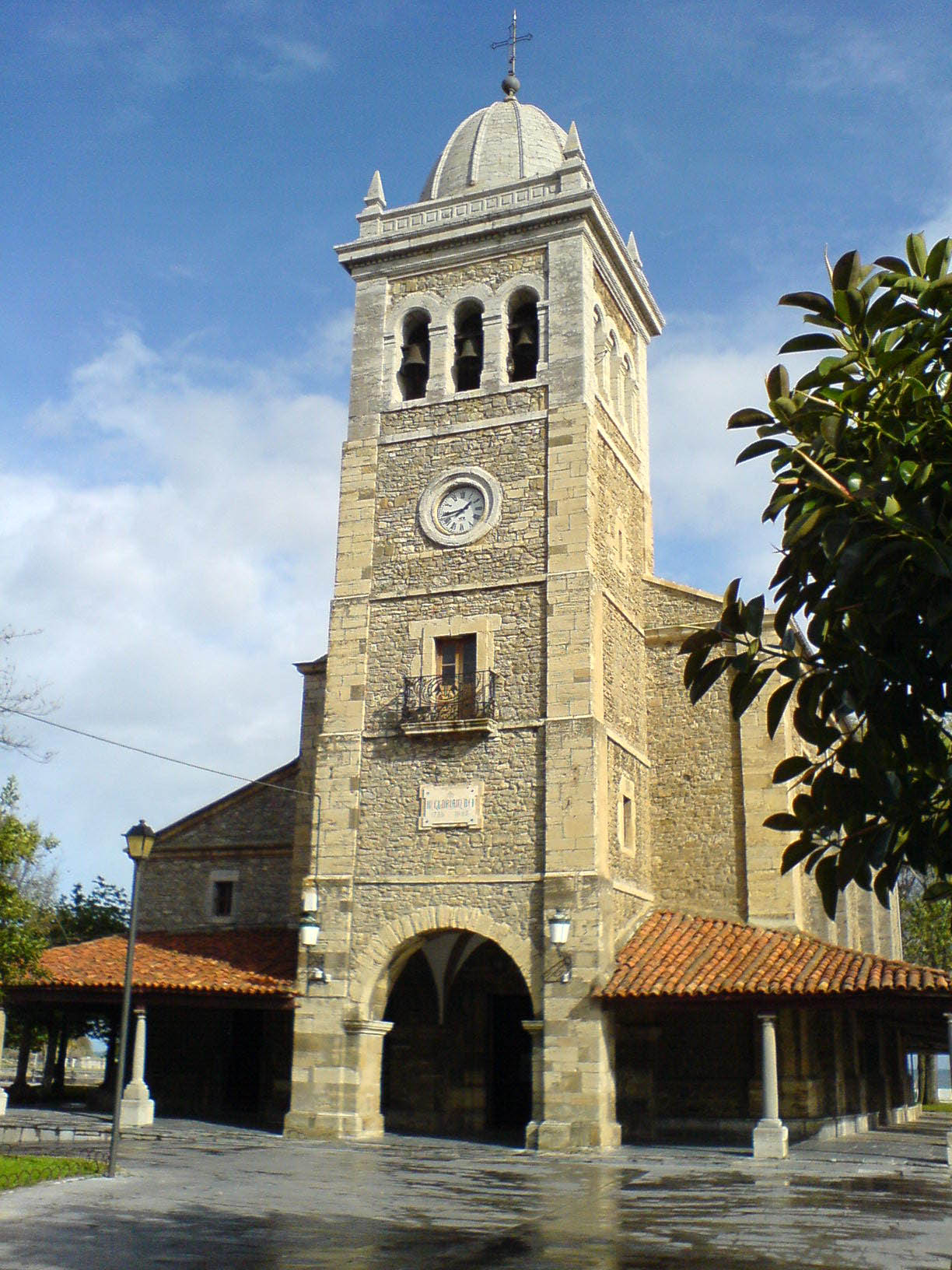
Iglesia de Santa María, Luanco

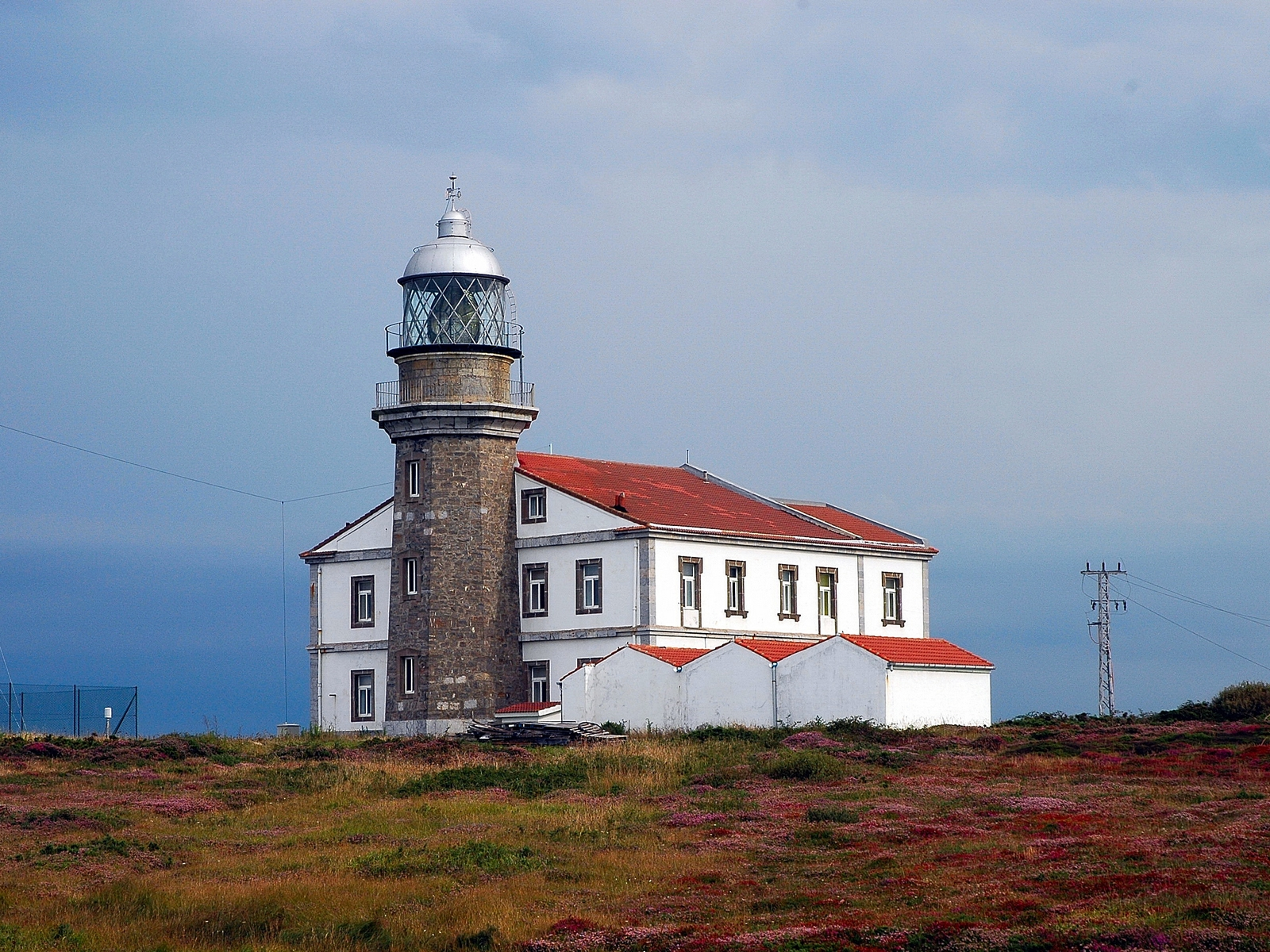
Faro del Cabo de Peñas

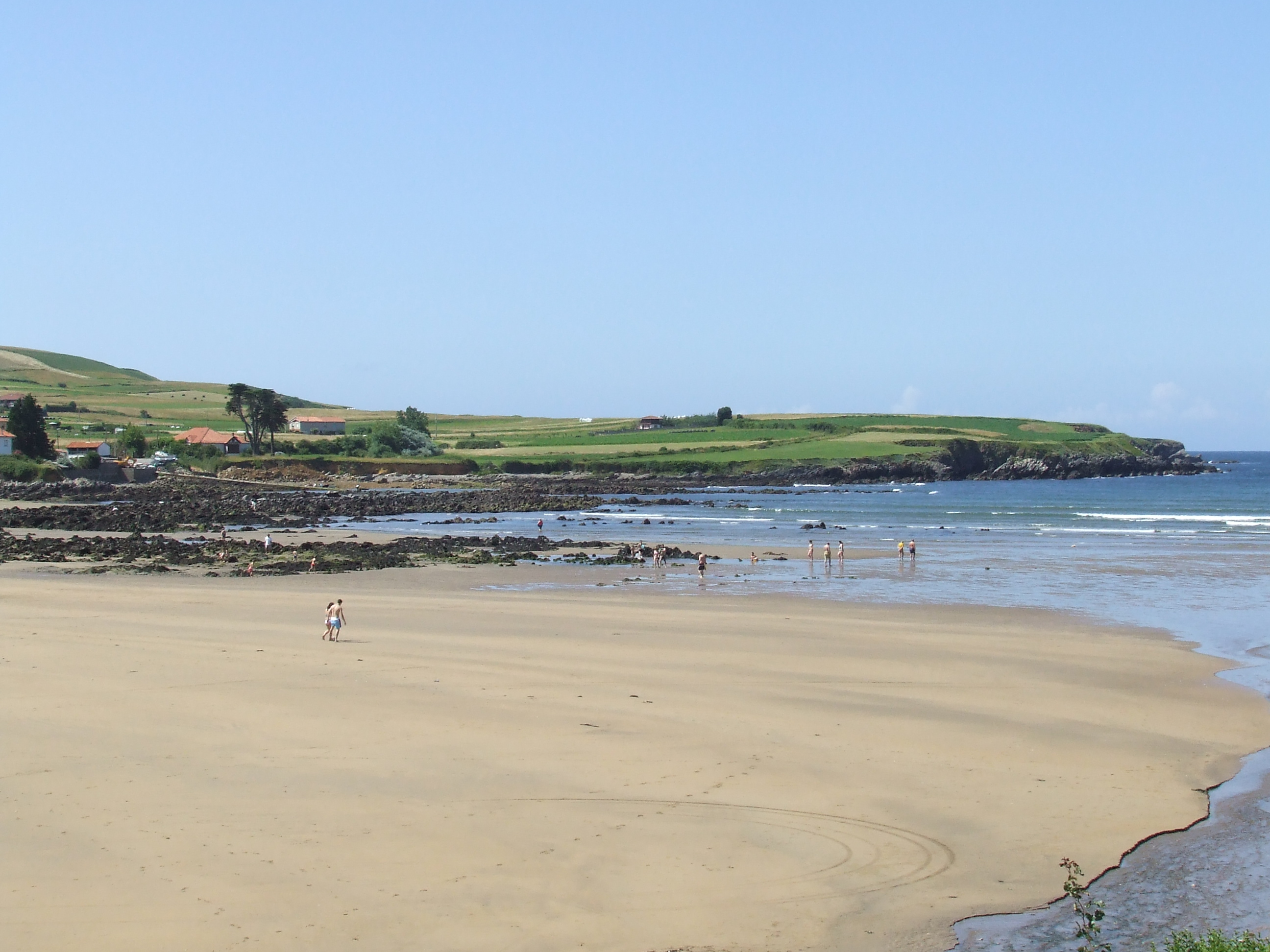
Playa de Bañugues

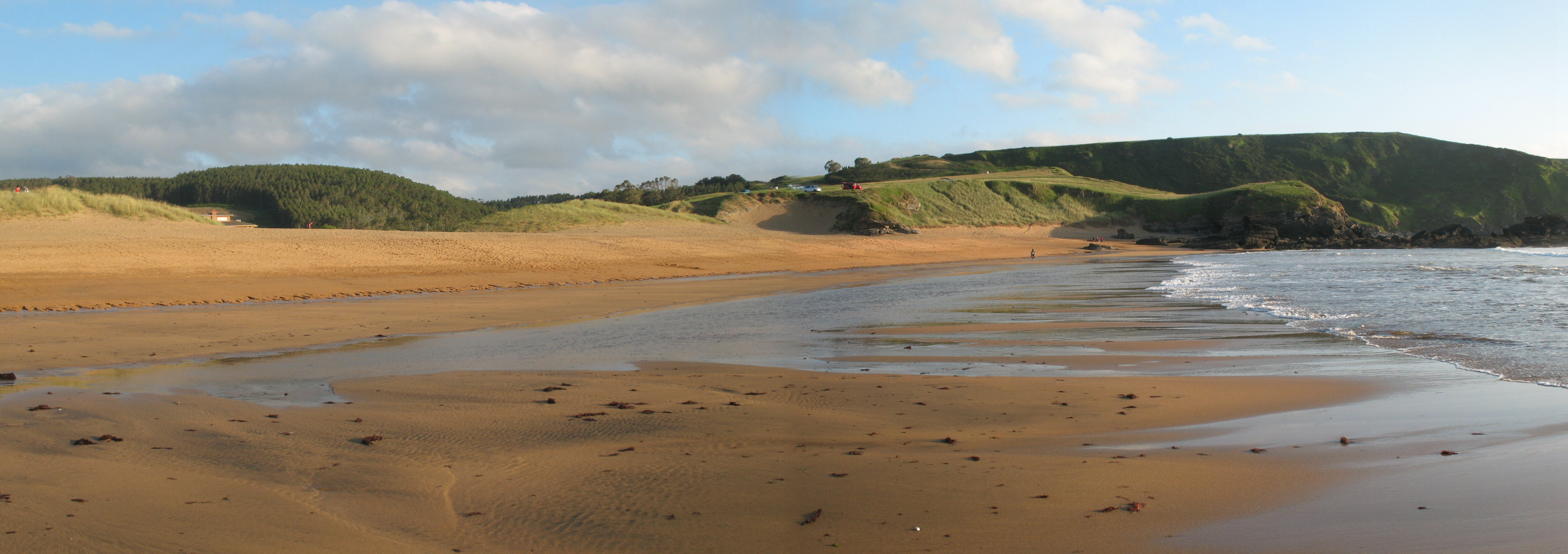
Playas de Verdicio

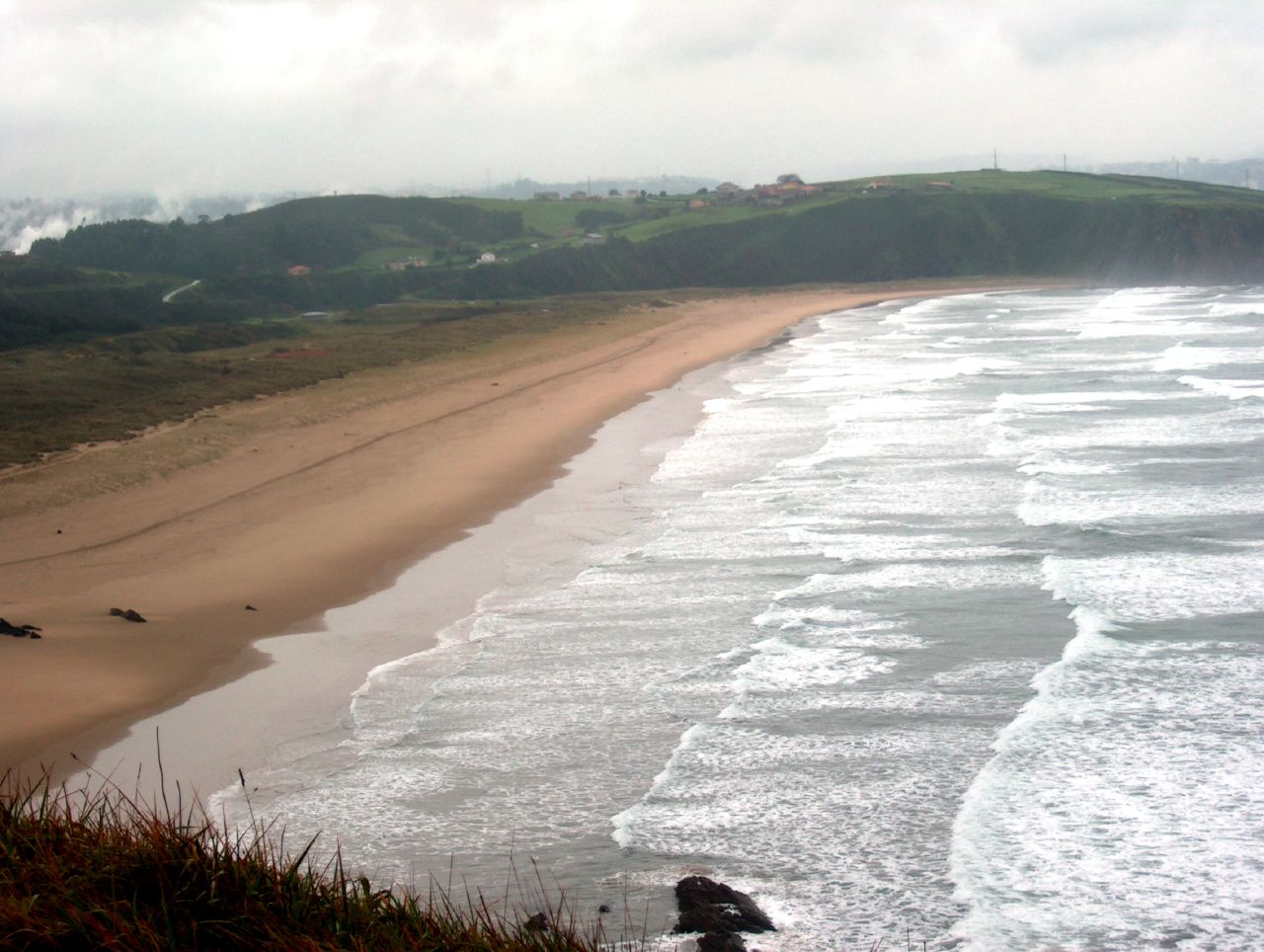
Playa de Xagó

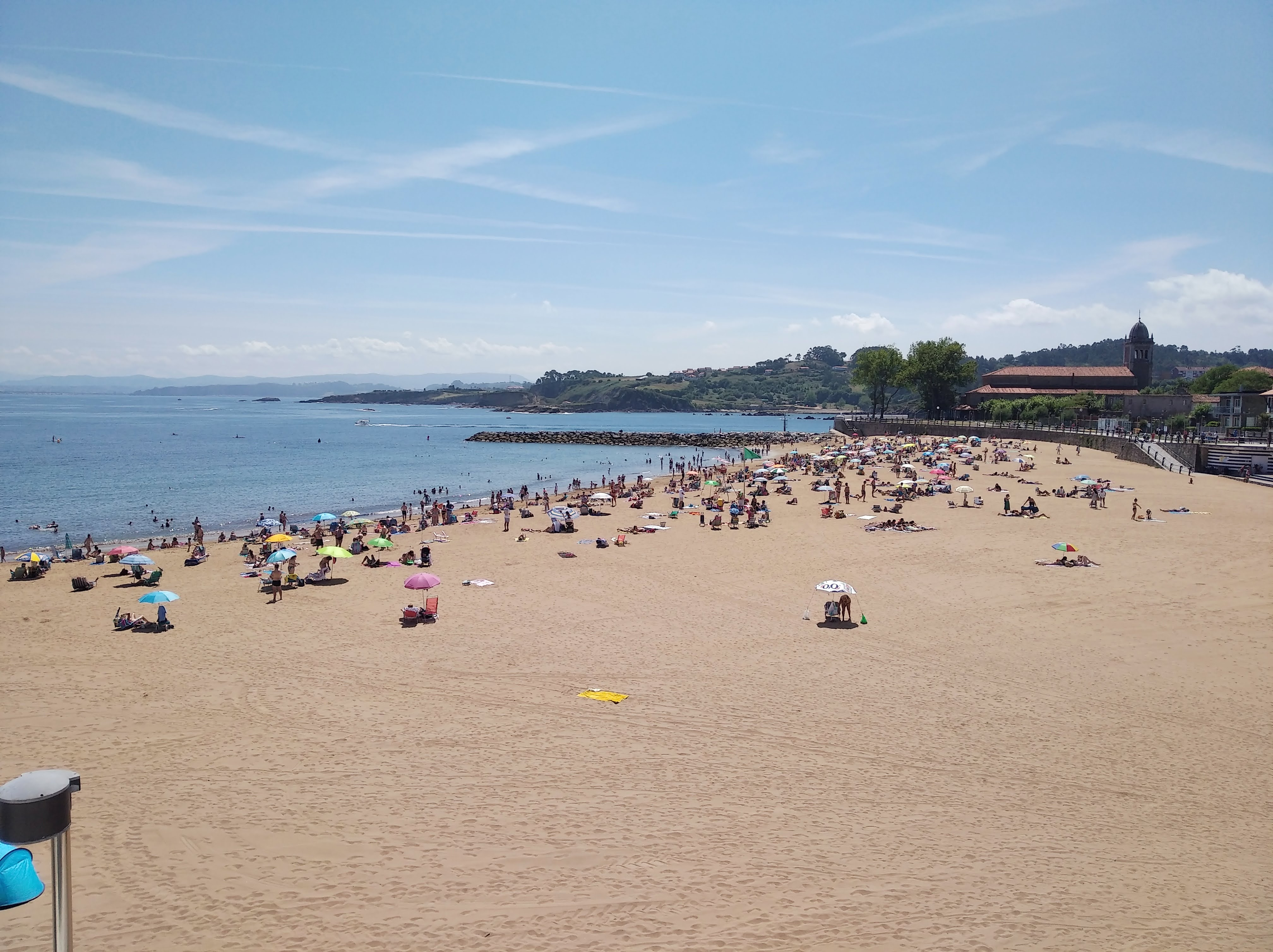
Playa de Santa María de Luanco

Los más abundantes ejemplos de su patrimonio están concentrados en la villa de Luanco (capital del concejo), aunque el desarrollo urbanístico debido al turismo ha hecho una transformación de su fisonomía urbana. Destacaremos:
- La iglesia de Santa María es la parroquial de Luanco y está declarada Monumento Histórico Artístico. El templo fue acabado con un préstamo del monasterio de San Pelayo de Oviedo. Su estructura es de una sola nave dividida en cuatro tramos, el inicial bajo el coro se cubre con bóveda de crucería y los restantes con estrellada. En el siglo XIX, se le adosan diferentes dependencias y un piso más a la torre campanario, tiene un cabildo sobre columnas toscanas. Hay un gran contraste entre la sobriedad exterior y el barroco interior, con ricos retablos, destacando el retablo mayor del siglo XVIII, con la imagen del Cristo del Socorro. Está dividido en tres calles y ático semicircular, las calles laterales son escenas de la vida de María. Del resto de los retablos se perdió su imaginería original.

- El palacio de los Menéndez de la Pola es Monumento Histórico Artístico, con dos torres en los extremos de su fachada principal. Es de planta cuadrada y las dependencias en torno al patio central, con columnas toscanas en el patio de abajo. Su fachada principal con un ritmo en la colocación de vanos, destaca la puerta con dintel sobre pilastras de fuste acanaladas, sobre ella tres balcones de cuerpo central con salientes y con voladizo. A la derecha e izquierda están los escudos. La torre izquierda tiene un corredor de madera. El resto de las fachadas son más austeras, excepto la que asoma al jardín con una amplia galería abierta al segundo piso.

- La torre del Reloj de 1705, también utilizada como cárcel, es de planta cuadrada, con tres pisos marcados al exterior por la línea de impostas. Su puerta es barroca delimitada por plásticas molduras de orejas. Sobre el dintel se labra la Cruz de la Victoria.

- La casa de Valdés Pola forma conjunto con la capilla de San Juan Bautista, levantada frente a su fachada sur. Presenta el escudo de armas de la familia. Está completamente renovada en su interior, siendo hoy en día un restaurante. Su capilla es de pequeñas dimensiones. Un arco de medio punto apoyado en impostas permite el acceso a la nave cuadrada y con un pequeño retablo.

- La casa Mori, del arquitecto Manuel del Busto, es una joya del Art Noveau asturiano y con influencia modernista catalana, es de planta rectangular y dos pisos con un pequeño jardín con palomar de madera. Llaman la atención los enmarques de los vanos y sus miradores semicirculares del primer piso con finas columnas con cúpula de cerámica.

- El Instituto del Santísimo Cristo del Socorro, promovido por el emigrante a Cuba, Mariano Suárez Pola. El edificio es de planta rectangular con cuatro crujías de una sola planta. La fachada principal de gran austeridad con cuerpo central más sobresaliente rematado en frontón triangular con reloj en el tímpano. En los cuerpos laterales cuatro ventanas en arco rebajado y en los extremos las entradas secundarias hechas en sillar cuadrado.

- El palacio de Manzaneda, parte es de una torre medieval de planta cuadrada del siglo XVII, el resto del edificio fue restaurado en 1927. Su planta está estructurada en forma de “U”, la fachada principal tiene un gran arco de acceso sobre el que hay un balcón con antepecho de hierro con dos ventanas y el escudo de armas de la familia Valdés-Coalla. Su capilla se halla en un extremo de la fachada principal.

Otros elementos destacados en el concejo son:
- Iglesia parroquial de San Jorge de Manzaneda (románico)
- Antigua iglesia de Santa Dorotea de Susacasa (románico)
- Capilla de la Virgen de las Nieves (en La Cabrera)
- Antigua terminal del teleférico de ENSIDESA (Cabo Negro).
- Faro de San Juan (en la entrada de la ría de Avilés) y faro de Cabo Peñas (cabo de Peñas).
- Mina de Llumeres y cargadero.

### Fiestas
- En febrero, el día 5 son las fiestas del Socorro en Luanco es una semana de romerías procesiones y actuaciones de grupos folclóricos.
- El primer fin de semana de marzo es el Festival del Oricio (Erizo de mar) en Bañugues.
- En junio, en Antromero son las fiestas de San Pedro.
- En julio, son las jornadas gastronómicas del bonito y las fiesta del Carmen a mediados de mes con misa en el muelle y procesión de la Virgen por mar, en Luanco. Son las fiestas de verano de la villa.
- El primer fin de Semana de agosto son las fiestas de Bañugues.
- En agosto, la fiesta de San Bartolomé.
- A finales de julio, se juega el original torneo de tenis playa de Luanco, que se celebra en la playa de la Ribera.
- El penúltimo fin de semana de junio fiesta del pito en la Ería de Cardo, el 15 de agosto fiestas de la Ren (Cardo) con sardinada El primer domingo de septiembre Grandes Fiestas de San Martín de Cardo Gran costillada todos los días.

### Museos
- El Museo Marítimo de Asturias es uno de los museos más visitados de Asturias, con fondos que atestiguan el rico patrimonio tanto etnográfico como natural de la mar en Asturias.
- El Museo del Medio Marino del Cabo Peñas, enclavado en un paraje de gran belleza.

### Deporte
- Fútbol:

Destaca en este deporte el equipo local de fútbol el Club Marino de Luanco que milita actualmente en la Segunda División B de España.
También destaca el Podes Club de Fútbol de la parroquia de San Martín de Podes, y el Gozón Club de Fútbol.
- Natación:

Club Náutico de Luanco
- Fútbol sala:

Destacan el Manzaneda F.S. de parroquia de Manzaneda, y el Asociación Deportiva Cardo de la parroquia de Cardo.
- Balonmano:

Club Deportivo Villa de Luanco compuesto de categoría sénior, juvenil e inferiores.